# -Shintenchi Kaibyaku Shudan- Zigzag
-Shintenchi Kaibyaku Shudan- Zigzag (-真天地開闢集団-ジグザグ, grupo de criação do céu e da terra zigzag), comumente abreviado para Zigzag, é uma banda japonesa da subcultura visual kei formada em 2015. Eles tocam canções de rock suaves a pesadas, incluindo pop e baladas, e também apresentam danças.
O conceito da banda é "estender a mão amiga aos tolos", enquanto seus shows são chamados de "purificações" e seus fãs de "adoradores". O subtítulo de Mikoto é "Xamã da Destruição", o de Ryūya é "Sacerdote da Melodia" e o de Kagemaru "O Grande Ninja do Tabu".

## Carreira
-Shintenchi Kaibyaku Shudan- Zigzag foi formada em maio de 2015 com o vocalista Mikoto e baixista Aoshi. O guitarrista Jin entrou na banda 31 de janeiro de 2016, portanto, esse é considerado o dia que a banda começou seriamente suas atividades.
No primeiro dia de 2018, o trio lançou a compilação Hajimete no Zigzag. Somente 23 dias depois, Jin saiu da banda.
Como uma dupla formada por Mikoto e Aoshi, Zigzag lançou seu primeiro single: "Kaeritai Kedo Kaerenai" em maio. Em agosto, o guitarrista Ryūya e baterista Kagemaru ingressaram no grupo.
Em 25 de janeiro de 2019, Aoshi deixou a banda após um último show em Osaka. Ryūya se tornou o baixista e Mikoto começou a fazer tanto os vocais como a guitarra, determinando a formação atual do grupo. Em 18 de março de 2020 lançaram seu segundo álbum de estúdio, intitulado Zigzag Ni: Shintenchi e no final do ano o EP Hakuna Matata. Em setembro, apareceram no programa de variedades Ariyoshi Hanseikai. Além disso, fizeram um cover de "Gurenge" de LiSA, tema de abertura de Kimetsu no Yaiba. Em 2021, ficaram em quarto lugar no ranking de 10 melhores bandas do ano do programa Buzz Rhythm 2, da Nippon TV e inauguraram seu fã-clube oficial chamado Berevo.
No início de 2022, Zigzag lançou seu terceiro álbum de estúdio: Zigzag San: Mugen, que chegou ao terceiro lugar na Oricon Albums Chart. Para acompanhar o álbum, um livro de fotos foi lançado em 24 de fevereiro, contendo entrevistas e histórias. A turnê em promoção ao álbum teve 21 das datas com os ingressos esgotados. Em novembro, tocaram no Nippon Budokan com a capacidade máxima. A banda se apresentou no festival Rock in Japan no dia 8 de agosto de 2023 ao lado de artistas como Ikimono-gakari, Hyde e Radwimps. No dia 19 do mesmo mês, participaram do festival Monster Bash 2023. Em 4 de outubro de 2023 foi lançado seu quarto álbum de estúdio, Zigzag Yon: Saikou.

## Membros
Foi inicialmente formada por Mikoto, Jin e, Aoshi. Com a saída dos dois ultimos em 2018 e 2019, a banda é atualmente formada por Mikoto, Ryūya e Kagemaru.
- Mikoto (命) – vocais (2015–presente), guitarra (2019–presente)

Ele também é atual vocalista da banda Wands como Daishi Uehara.
- Ryūya (龍矢) – baixo (2019–presente), guitarra (2018)
- Kagemaru (影丸) – bateria (2018–presente)

Ex membros
- Jin (刄) – guitarra (2016–2018)
- Aoshi (蒼梓) – baixo (2015–2019)

## Discografia

### Álbuns de estúdio
| Zigzag Ichi: Dai Sakkai (慈愚挫愚 壱 〜大殺界〜)    | - Lançamento: 16 de junho de 2019 - Gravadora: Crimson - Formatos: CD, CD+DVD, download digital, streaming | 71 |
| Zigzag Ni: Shintenchi (慈愚挫愚 弐 〜真天地〜)      | - Lançamento: 18 de março de 2020 - Gravadora: Crimson - Formatos: CD, download digital, streaming         | —  |
| Zigzag San: Mugen (慈愚挫愚 参 -夢幻-)              | - Lançamento: 5 de janeiro de 2022 - Gravadora: Crimson - Formatos: CD, download digital, streaming        | 3  |
| Zigzag Yon: Saikou (慈愚挫愚 四 -最高-)             | - Lançamento: 4 de outubro de 2023 - Gravadora: Crimson - Formatos: CD, download digital, streaming        | 5  |
| "—" indica que a gravação não figurou nesta parada. | |    |

### Extended plays (EPs)
| Tsunagaritai (繋がりたい)                           | - Lançamento: 1 de abril de 2016 - Gravadora: Crimson - Formatos: CD, download digital, streaming     | —  |
| Shikiri ga Kirai (仕切りが嫌い)                     | - Lançamento: 22 de junho de 2016 - Gravadora: Crimson - Formatos: digital download, streaming        | —  |
| Okini (オキニ)                                      | - Lançamento: 1 de novembro de 2016 - Gravadora: Crimson - Formatos: CD, download digital, streaming  | —  |
| Okira (オキラ)                                      | - Lançamento: 1 de dezembro de 2016 - Gravadora: Crimson - Formatos: CD, download digital, streaming  | —  |
| "Menhera" Hajimemashita" ("メンヘラ"はじめました)   | - Lançamento: 23 de março de 2017 - Gravadora: Crimson - Formatos: CD, download digital, streaming    | —  |
| Kuso Menshi ne (糞麺氏ね)                           | - Lançamento: 25 de agosto de 2017 - Gravadora: Crimson - Formatos: CD, download digital, streaming   | —  |
| Pesa Shell Vezeru (ペサ・シェルヴェゼル)            | - Lançamento: 16 de novembro de 2019 - Gravadora: Crimson - Formatos: CD, download digital, streaming | —  |
| Hakuna Matata (ハキュナマタタ)                      | - Lançamento: 25 de novembro de 2020 - Gravadora: Crimson - Formatos: CD, download digital, streaming | 17 |
| "—" indica que a gravação não figurou nesta parada. | |    |

### Álbuns de compilação
| Hajimete no Zigzag (はじめてのじぐざぐ)                                                 | - Lançamento: 1 de janeiro de 2018 - Gravadora: Crimson - Formatos: CD, download digital, streaming | 150 |
| Shintenchi Kaibyaku Shudan Zigzag Shiroban/Kuroban (-真天地開闢集団-ジグザグ 白盤/黒盤) | - Lançamento: 23 de setembro de 2018 - Gravadora: Crimson - Formatos: CD                            | —   |
| "—" indica que a gravação não figurou nesta parada.                                     | |     |

### Singles
| Ano  | Título                                          | Posição de pico | Formatos                        |
| Ano  | Título                                          | Oricon          | Formatos                        |
| ---- | ----------------------------------------------- | --------------- | ------------------------------- |
| 2018 | "Kaeritai Kedo Kaerenai" (帰りたいけど帰れない) | 80              | CD, download digital, streaming |

### Álbuns de vídeo
| Título                                                                           | Detalhes                                                                      | Posição de pico |
| Título                                                                           | Detalhes                                                                      | Oricon          |
| -------------------------------------------------------------------------------- | ----------------------------------------------------------------------------- | --------------- |
| Zigzag Mv Shut: Ichi (慈愚挫愚 MV集 -壱-)                                        | - Lançamento: 25 de novembro de 2020 - Gravadora: Crimson - Formatos: Blu-Ray | 4               |
| Zig Zag 5 Shuunen Kinen: Hakyuna Matata (慈愚挫愚 5周年記念禊～ハキュナマタタ～) | - Lançamento: 5 de janeiro de 2022 - Gravadora: Crimson - Formatos: Blu-Ray   | 4               |
| Zenkoku Akuryō Taiji: Mugen (全国悪霊退治 -夢幻-)                                | - Lançamento: 19 de outubro de 2020 - Gravadora: Crimson - Formatos: Blu-ray  | 5               |
| Nihonbudōkan Tandoku Misogi: ZigZag (日本武道館単独禊『慈愚挫愚』)               | - Lançamento: 7 de junho de 2023 - Gravadora: Crimson - Formatos: Blu-ray     | 2               |